# Joan Ros (occitanista)
|  | Per a altres significats, vegeu «Joan Ros». |

Joan Ros (Rabairac, 28 d'agost de 1930-10 de desembre de 2016) va ser un occitanista de Peiregòrd, fundador de l'Institut d'Estudis Occitans de Dordonya el 1971. També va ser conegut amb el seu nom francès Jean Roux. És autor de diverses traduccions a l'occità, entre elles La rebel·lió dels animals, de George Orwell.
Obres
- Les troubadours périgourdins présentés par Ensemble Tre Fontane et Jean Roux (1992)
- Les troubadours aquitains présentés par Ensemble Tre Fontane et Jean Roux (1992)
- Vocabulari occitan-francés: 3000 mots e expressions correntas (1999)[4]
- Esteve Ros, Joan Ros. Remembrança sia: les subsistances à Périgueux au temps de la guerre de Cent Ans. Commerce, aumônes publiques, vols et brigandage...[5]
- La Bòria delh bestial (2014), traducció de La rebel·lió dels animals de George Orwell